# Omerovići (Republika Serbska)
Omerovići (cyr. Омеровићи) – wieś w Bośni i Hercegowinie, w Republice Serbskiej, w gminie Višegrad. W 2013 roku liczyła 12 mieszkańców.